# Речевая кинестезия
Речевы́е кинестези́и (др.-греч. κινέω — «двигаю, прикасаюсь» + αίσθησις — «чувство, ощущение») — восприятие движений органов речи как при внешней речевой активности, так и при скрытом проговаривании слов. Заключается в афферентных импульсах от периферических органов речи (губ, языка и гортани) в кору головного мозга и в повышении тонуса речевой мускулатуры.
Речевые кинестезии чаще возникают при неавтоматизированных, новых и трудных задачах.